# Attila Szekrényessy
Attila Szekrényessy (ur. 20 stycznia 1913 w Budapeszcie, zm. 21 stycznia 1995 w Gyöngyös) – węgierski łyżwiarz figurowy, startujący w parach sportowych z siostrą Piroską Szekrényessy. Uczestnik igrzysk olimpijskich (1936), dwukrotny brązowy medalista mistrzostw Europy (1936, 1937) oraz 6-krotny mistrz Węgier (1937–1939, 1941–1943).

## Osiągnięcia
Z Piroską Szekrényessy
| Zawody               | 1935           | 1936           | 1937           | 1938           | 1939           | 1940           | 1941           | 1942           | 1943           |                |                |                |                |                |                |                |                |
| Międzynarodowe       | Międzynarodowe | Międzynarodowe | Międzynarodowe | Międzynarodowe | Międzynarodowe | Międzynarodowe | Międzynarodowe | Międzynarodowe | Międzynarodowe | Międzynarodowe | Międzynarodowe | Międzynarodowe | Międzynarodowe | Międzynarodowe | Międzynarodowe | Międzynarodowe | Międzynarodowe |
| -------------------- | -------------- | -------------- | -------------- | -------------- | -------------- | -------------- | -------------- | -------------- | -------------- | -------------- | -------------- | -------------- | -------------- | -------------- | -------------- | -------------- | -------------- |
| Igrzyska olimpijskie |                | 4              |                |                |                |                |                |                |                |                |                |                |                |                |                |                |                |
| Mistrzostwa świata   | 4              |                | 4              | 5              | 4              |                |                |                |                |                |                |                |                |                |                |                |                |
| Mistrzostwa Europy   |                | 3              | 3              | 4              |                |                |                |                |                |                |                |                |                |                |                |                |                |
| Krajowe              |                |                |                |                |                |                |                |                |                |                |                |                |                |                |                |                |                |
| Mistrzostwa Węgier   |                |                | 1              | 1              | 1              |                | 1              | 1              | 1              |                |                |                |                |                |                |                |                |